# Хоукър Хърикейн
Хоукър Хърикейн (на английски: Hawker Hurricane) е британски едноместен изтребител, проектиран и произвеждан основно от Хоукър Еъркрафт ООД. Останалата част от самолетите са произведени в Канада. През 1930-те години са изработени няколко разновидности, които включват изтребители-прихващачи, изтребители-бомбардировачи и самолети за наземна поддръжка. Морските Хърикейн са модифицирани за излитане от кораби. На този тип самолети се дължат голям брой победи по време на битката за Англия през 1940 г. Около 14 000 самолета Хърикейн са произведени до края на 1944 г. (включително около 1200 морски Хърикейн и приблизително 1400 в Канада), които служат на всички основни театри на бойните действия през Втората световна война.

## Конструкция
Конструкцията на Хърикейн е конвенционална. Екипът на Кори Кам иска да я опрости, за да може самолетът да предостави много нови възможности за производство и времето за производство да бъде сведено до минимум.